# Занкевич Андрій Іванович
Андрій Іванович Занке́вич (рос. Андре́й Ива́нович Ди́кий;літературний псевдонім Андрій Дикий (рос. Андрей Дикий); 3 вересня 1893, с. Гайворон ,Конотопський повіт,Чернігівська губернія,Російська імперія— 4 квітня 1977, Нью-Йорк, США) — російський письменник, політичний діяч та журналіст. Історик, автор двотомного видання-памфлету «Неспотворена історія України-Руси» (Нью-Йорк). Відзначився радикальним антисемітизмом та українофобією. Згідно з християнським есеїстом Дмитром Таланцевим Дикий був головним теоретиком юдофобії.
Офіцер РОА, заступник начальника відділу кадрів Цивільного управління Комітету визволення народів Росії.

## Біографія
Народився в родині Івана Васильовича Занкевича та спадкоємної козачки Зінаїди Миколаївної Кандиби, які мали маєтності у селі Гайворон. Батько був маршалком Конотопського повіту (предводитель дворянства) та земським начальником 3-ї дільниці того ж повіту.
Після окупації УНР російськими більшовиками, Андрій Занкевич виїжджає в еміграцію до Югославії. Тут бере активну участь в антикомуністичному русі, а також виступає як публіцист у царині українського та єврейського національного питання. Зарекомендував себе як противник української державності, що дало підстави говорити про його ренегатство, а псевдоісторична публіцистика про євреїв — про крайній антисемітизм.
1960 року в Нью-Йорку вийшов перший том його праці «Неспотворена історія України-Руси», в якій у традиційному імперському дусі розглянуті питання української історії з XVI ст. до Другої світової війни (у цій війні, до речі, сам автор брав участь як військовослужбовець РОА). Частина праці, присвячена подіям Української революції 1917—1921 років, виконана у дусі справжнього памфлету, нищівного скепсису до національних українських інтересів, такої собі «булгаковщини» — з карикатурою на ключових діячів українського відродження та повним нерозумінням потягу мас до власної державної незалежності. Цей потяг таврувався як меркантильний сепаратизм, що, загалом, поставило автора поза межі серйозних політичних аналітиків.
Помер знаним ветераном антикомуністичного руху 1977 року. Похований на цвинтарі Успенського жіночого монастиря в Нанюеті, поблизу Нью-Йорка.

## Праці
- Неизвращённая история Украины-Руси: В 2 томах. Нью-Йорк. [Архівовано 10 травня 2012 у Wayback Machine.]
- Евреи в России и СССР: Исторический очерк. Нью-Йорк, 1967. [Архівовано 7 червня 2012 у Wayback Machine.]
- Русско-еврейский диалог. [Архівовано 7 червня 2012 у Wayback Machine.]